# Carrossel (álbum de 1991)
Carrossel é a primeira trilha sonora brasileira da telenovela mexicana Carrusel, lançada em 1991.

## Informações
Essa trilha foi lançada somente no Brasil durante a exibição da telenovela no país em 1991 pelo SBT. Mesmo tendo uma trilha original, a emissora decidiu aproximar o público brasileiro com a telenovela, reformulando-a e lançando um álbum com outras canções somente interpretadas por artistas brasileiros.

## Faixas
| N.º            | Título                      | Compositor(es)                                    | Intérprete(s)                | Duração |  |
| 1.             | "Carro-Céu"                 | Anires Marcos R. Vigna                            | Super Feliz                  | 4:01    |  |
| 2.             | "Acorda Pai"                | Kiko Serginho Bastos                              | Trem da Alegria              | 2:48    |  |
| 3.             | "Ciranda"                   | César Costa Filho Elizabeth Sanches Luís Sarmanho | Mariane                      | 3:29    |  |
| 4.             | "Hino à Criança"            | João Plinta César Rossini                         | Grupo Papillon               | 2:32    |  |
| 5.             | "Sonho de Amor"             | Michael Sullivan Paulo Massadas                   | Patrícia Marx                | 4:42    |  |
| 6.             | "Varinha de Condão"         | Frankye Arduini Arnaldo Saccomani Roberto Manzoni | Maria                        | 4:15    |  |
| 7.             | "O Nascer do Sol"           | Mário Campanha Mário Maranhão                     | Amado Batista                | 2:51    |  |
| 8.             | "Amiga Professora"          | João Plinta Ângela Márcia                         | Grayce                       | 2:51    |  |
| 9.             | "O Passarinho"              | Augusto César                                     | José Augusto Trem da Alegria | 4:08    |  |
| 10.            | "Nem Tudo Que Reluz é Ouro" | Ed Wilson Chico Roque Paulo Sérgio Valle          | Mariane                      | 3:33    |  |
| 11.            | "Canção do Papai"           | João Plinta Ângela Márcia                         | Laura                        | 3:04    |  |
| 12.            | "Segredo"                   | Wilson                                            | Luan e Vanessa               | 3:27    |  |
| Duração total: | Duração total:              | Duração total:                                    | Duração total:               | 39:41   |  |

## Vendas e certificações
| País / Certificadora       | Certificações | Vendas   |
| -------------------------- | ------------- | -------- |
| Brasil (Pro-Música Brasil) | Platina       | 250,000+ |